# Sollevamento pesi ai XIX Giochi del Mediterraneo
I tornei di sollevamento pesi ai XIX Giochi del Mediterraneo si sono svolti dal 1° al 4 luglio 2022 all'EMAC Hall di Orano.

## Podi

### Uomini
| Evento                   |         | Oro                | Totale | Argento               | Totale | Bronzo          | Totale |
| fino a 61 kg (dettagli)  | Strappo | Ferdi Hardal       | 124    | Ahmed Eltamadi        | 120    | Amine Bouhijbha | 116    |
| fino a 61 kg (dettagli)  | Slancio | Ferdi Hardal       | 153    | Ahmed Eltamadi        | 152    | Amine Bouhijbha | 150    |
| fino a 73 kg (dettagli)  | Strappo | Mirko Zanni        | 150    | Erkand Qerimaj        | 149    | Karem Ben Hnia  | 147    |
| fino a 73 kg (dettagli)  | Slancio | Karem Ben Hnia     | 185    | Muhammed Furkan Özbek | 184    | Mirko Zanni     | 177    |
| fino a 89 kg (dettagli)  | Strappo | Antonino Pizzolato | 172    | Karim Abokahla        | 171    | Faris Touairi   | 161    |
| fino a 89 kg (dettagli)  | Slancio | Antonino Pizzolato | 213    | Karim Abokahla        | 212    | Brandon Vautard | 192    |
| fino a 102 kg (dettagli) | Strappo | Marcos Ruiz        | 175    | Aymen Bacha           | 174    | Cristiano Ficco | 164    |
| fino a 102 kg (dettagli) | Slancio | Aymen Bacha        | 210    | Marcos Ruiz           | 208    | Ahmed Ali       | 208    |
| oltre 102 kg (dettagli)  | Strappo | Walid Bidani       | 202    | Man Asaad             | 197    | Ahmed Gaber     | 170    |
| oltre 102 kg (dettagli)  | Slancio | Man Asaad          | 247    | 'Walid Bidani         | 235    | Ahmed Gaber     | 231    |

### Donne
| Evento                  |         | Oro                | Totale | Argento                  | Totale | Bronzo          | Totale |
| fino a 49 kg (dettagli) | Strappo | Giulia Imperio     | 83     | Atenery Hernandez Martin | 78     | Şaziye Erdoğan  | 75     |
| fino a 49 kg (dettagli) | Slancio | Giulia Imperio     | 97     | Atenery Hernandez Martin | 96     | Şaziye Erdoğan  | 95     |
| fino a 59 kg (dettagli) | Strappo | Lucrezia Magistris | 95     | Sofia Georgopoulou       | 94     | Cansel Ozkan    | 92     |
| fino a 59 kg (dettagli) | Slancio | Ghofrane Belkhir   | 115    | Lucrezia Magistris       | 114    | Basma Ibrahim   | 113    |
| fino a 71 kg (dettagli) | Strappo | Neama Said         | 101    | Maghnia Hammadi          | 100    | Nuray Gungor    | 99     |
| fino a 71 kg (dettagli) | Slancio | Neama Said         | 125    | Nuray Gungor             | 122    | Maghnia Hammadi | 121    |

## Medagliere
| Posizione | Paese   | Oro | Argento | Bronzo | Totale |
| --------- | ------- | --- | ------- | ------ | ------ |
| 1         | Italia  | 6   | 1       | 2      | 9      |
| 2         | Tunisia | 3   | 1       | 3      | 7      |
| 3         | Egitto  | 2   | 4       | 4      | 10     |
| 4         | Turchia | 2   | 2       | 2      | 6      |
| 5         | Spagna  | 1   | 3       | 0      | 4      |
| 6         | Algeria | 1   | 2       | 2      | 5      |
| 7         | Siria   | 1   | 1       | 0      | 2      |
| 8         | Albania | 0   | 1       | 0      | 1      |
| 9         | Grecia  | 0   | 1       | 0      | 1      |
| 10        | Francia | 0   | 0       | 1      | 1      |
| Totale    | Totale  | 16  | 16      | 16     | 48     |